# Potentilla rigidula
Potentilla rigidula är en rosväxtart som beskrevs av Franz Theodor Wolf. Potentilla rigidula ingår i Fingerörtssläktet som ingår i familjen rosväxter. Inga underarter finns listade i Catalogue of Life.